# Banjica
Banjica es un pueblo ubicado en el municipio de Čačak, en el distrito de Moravica, Serbia.

## Superficie
Posee una superficie de 11,52 kilómetros cuadrados.

## Demografía
Según el censo de 2022 la población era de 243 habitantes, con una densidad de población de 21,10 habitantes por kilómetro cuadrado. La población total de hombres y mujeres era de 122 y 121 respectivamente. Por edades, los grupos se conformaban de la siguiente manera: 34 los menores de edad y adolescentes (0-17 años), 134 al grupo de adultos (18-64 años) y 75 las personas de la tercera edad (mayores de 65 años).